# Färjelinjen Göteborg–Kiel
Färjelinjen Göteborg–Kiel är en bilfärjelinje mellan Göteborg och Kiel, som trafikeras av Stena Line, med en överfartstid på omkring 15 timmar. 
Tysklandsterminalen i Göteborg ligger vid Majnabbe på södra älvstranden, cirka fem kilometer från centralstationen.

## Fartyg
- M/S Stena Germanica
- M/S Stena Scandinavica